# Andolin Eguzkitza
Andolin Eguzkitza Bilbao, né le 6 décembre 1953 à Santurtzi et mort le 24 mars 2004 à Bilbao, est un linguiste, écrivain, poète et académicien basque espagnol de langue basque et espagnole.

## Biographie
Andolin Eguzkitza est diplômé en philologie hispanique de l'université de Deusto. Il s'installe à Salamanque en 1976, où il devient un disciple de Koldo Mitxelena. Ce dernier qui occupe la chaire des langues et de la littérature basque à l'université de Salamanque, est un des artisans de l'unification et la standardisation de la langue basque.
Il obtient une maîtrise en linguistique générale à l'université de l'Iowa en 1980 et après cela, un doctorat à l'université de Californie à Los Angeles (UCLA) en 1986 où il sera jusqu'à son décès, membre du Département des études basques.
Polyglotte, écrivain, poète, son œuvre littéraire est demeurée contenue dans des ouvrages tels que les recueils de poésie Orhiko mendirantz urratsez urrats / Paso a paso hacia el monte Orhi en 1986 et Mila urte igaro eta, ura bere bidean en 1993 (un millier d'années ont passé et l'eau continue son chemin), ou des romans Lehen orenean / En la primera hora en 1979, Urkidian zehar en 1987 (à travers la forêt de bouleaux) et Herioaren itzalpeetan en 1988. Il traduit également le poète grec Constantin Cavafy.
Professeur à l'université du Pays basque entre 1997 et 2002, Andolin Eguzkitza est également président de l'Association des écrivains de langue basque (Euskal Idazleen Elkartea) et fait partie de la Commission consultative de l'euskara auprès du Gouvernement basque. Il est également membre de l'Euskaltzaindia ou Académie de la langue basque depuis 2002 où il est responsable de la Commission de dialectologie, membre de la Commission de grammaire et aussi de la Sous-commission d'exonomastique. Il est de plus conseiller à la Commission de la bibliothèque Azkue.
Lors des dernières élections générales à l'Assemblée législative espagnole (Las Cortes) avant son décès, il présenta sa candidature pour le Sénat avec la Coalition abertzale d'Aralar-Zutik.
Andolin Eguzkitza décède à l'âge de 51 ans.